# Cantó de Blancahòrt
El cantó de Blancahòrt és un cantó del departament francès de la Gironda, a la regió de la Nova Aquitània. Està inclòs al districte de Bordeus i té sis municipis. El cap cantonal és Blancahòrt.

## Municipis
- Blancahòrt
- Aisinas
- Ludon de Medòc
- Macau
- Parampuira
- Lo Pian de Medòc

## Història
| Data d'elecció                           | Identitat          | Partit | Qualitat |
| ---------------------------------------- | ------------------ | ------ | -------- |
| 1945-1947                                | Antonin Larroque   | SFIO   |          |
| 1947-1964                                | Gabriel Lamboley   | SFIO   |          |
| 1964-1976                                | Christian Dussedat |        |          |
| 1976-1982                                | Raymond Julien     | MRG    |          |
| 1982-2001                                | Pierre Brana       | PS     |          |
| 2001-                                    | Christine Bost     | PS     |          |
| les dades anteriors no són pas conegudes |                    |        |          |
|                                          |                    |        |          |

## Demografia
| 1962   | 1968   | 1975   | 1982   | 1990   | 1999   | 2006   |
| ------ | ------ | ------ | ------ | ------ | ------ | ------ |
| 14.534 | 19.032 | 27.454 | 36.400 | 45.278 | 50.511 | 53.744 |